# 呉娟
呉 娟（ご けん、繁体字中国語: 吳 娟、英語: Wu Juan、1999年1月1日 - ）は、中国の女子ラグビー選手。

## プロフィール
- 中国出身[1]。
- ポジションはセンター(CTB)。
- 身長 160cm、体重 60kg

## 略歴
2021年、東京五輪の7人制女子中国代表に選ばれた。